# Ураки
Ураки (лат. Uraci), или дураки (лат. Duraci, др.-греч. Urakoi) — малоизвестное кельтское племя, обитавшее на Иберском полуострове с IV в. до н. э. и до покорения римлянами к востоку от ваккеев. Их территория занимала юг современной провинции Сория, север Гвадалахары и запад Сарагосы.

## Происхождение
Вероятно, связанные происхождением с племенем раураков из Галлии, ураки мигрировали на Иберский полуостров примерно в IV в. до н. э..

## Место проживания
Ураки заселили восточную Месету и южные склоны Центрально-Иберского нагорья между верховьям рек Дуэро и Энарес. Их столицей был город Lutiaca (Лусага? — Гвадалахара; легенда на кельтиберской монете: Lutiacos/Louitiscos). Также они контролировали стратегически важные города Кортона (Мединасельи — Сория), Segontia (Сигуэнса — Гвадалахара) и Arcobriga (Монреаль-де-Ариса — Сарагоса).

## Культура и язык
Предполагается, что ураки говорили на одном из Q-кельтских языков. Их материальная культура незначительно отличалась от кельтиберской.

## История
Ураки попали под влияние ареваков в конце IV — начале III в. до н. э. и стали их клиентами, обязанными снабжать их военной помощью в течение всего II в. до н. э. Какую роль ураки играли во Второй пунической войне и последующих конфликтах с Римом, неясно. Примерно в 92 г. до н. э. ураки начали освобождаться от владычества ареваков — скорее всего, не без подстрекательства со стороны римлян — получив от них город Нуманция, отобранный римлянами у пеллендонов, за помощь римлянам в подавлении антиримских восстаний в Кельтиберии, известных как 3-я Кельтиберская война. Ураки восстановили независимость на краткое время после окончания войн Сертория в 72 г. до н. э., после чего они были включены в состав римской провинции в статусе союзников.